# Gabriela Grillo
Gabriela Grillo (ur. 19 sierpnia 1952 w Duisburgu, zm. 25 lutego 2024 w Mülheim an der Ruhr) – niemiecka jeździec sportowa, złota medalistka olimpijska z Montrealu.
Sukcesy odnosiła w ujeżdżeniu. Reprezentowała barwy Niemiec Zachodnich. XXI Letnie Igrzyska Olimpijskie Montreal 1976 były jej jedynymi w karierze. Zajęła czwarte miejsce w konkursie indywidualnym, triumfowała w drużynie. Partnerowali jej Harry Boldt i Reiner Klimke. Startowała na koniu Ultimo. W kadrze reprezentacji Niemiec Zachodnich znajdowała się do 1982 roku, zdobywała medale mistrzostw Europy: złote w drużynie (1977, 1979, 1981) oraz brązowy indywidualnie (1981). Była mistrzynią Niemiec Zachodnich (1977, 1979-1984).